# Al Trace

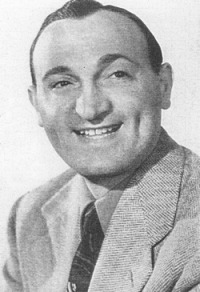
Al Trace 1944

Albert J. Trace (aka Albert Joseph Trace; né Feinberg; * 25. Dezember 1900, Chicago; gest. 31. August 1993) war ein US-amerikanischer Songwriter und Orchester-Leiter der 1930er, 1940er und 1950er. Seine Popularität hatte ihren Höhepunkt im Gebiet um Chicago während der Big-Band-Ära. Er war der Bruder von Songwriter Ben Trace.

## Leben
Al Trace kam aus Chicago. Er spielte professionell Baseball, bevor er sich entschied, eine musikalische Karriere einzuschlagen. Seine ersten Auftritte hatte er Anfang der 1920er als Drummer und Sänger mit verschiedenen Bands, bis er 1933 seine eigene Band gründete. In dem Jahr feierte Chicago sein hundertjähriges Bestehen mit der Weltausstellung A Century of Progress International Exposition. Das erste Engagement der Band im Mai 1933 fand im französischen Pavillon der Messe statt, und als die Messe im November für den Winter geschlossen wurde, blieb Al Trace in Chicago und begann ein langes Engagement im Blackhawk Restaurant, gefolgt von drei Jahren im Sherman Hotel. Ab Anfang 1943 und fortgesetzt während und nach dem Zweiten Weltkrieg war das Al Trace Orchestra, mit den Sängern Toni Arden und Bob Vincent ein vertrauter Stammgast der in Chicago ansässigen Radioshow It Pays to Be Ignorant, einer der beliebtesten Shows des „Goldenen Zeitalters des Radios“.
Anfang der 1940er trat Al Trace mit seinen His Silly Symphonists als Comedy-Ensemble auf. In dieser Zeit ab es eine ganze Reihe solcher Ensembles wie Spike Jones und His City Slickers, die Hoosier Hot Shots und die Korn Kobblers. Im Februar 1945 stellten Radiosender „Sioux City Sue“ von Al Trace and His Silly Symphonists vor (National Records 5007). Das Lied wurde ein Hit.
Trace machte Aufnahmen mit mehreren Plattenfirmen: Mercury Records, National Records, MGM Records, Columbia Records, Damon Records, Regent Records und Chance Records. Er komponierte über 300 Songs, einige allein und andere in Zusammenarbeit mit anderen, am häufigsten mit seinem Bruder Ben Trace, während er auch eine beträchtliche Anzahl von Songs unter den Pseudonymen Clem Watts oder Bob Hart schrieb. Zu den Ben Trace/Al Trace-Kollaborationen gehörte seine erfolgreichste Aufnahme, „You Call Everybody Darlin'“ („Du nennst jeden Liebling“), die 1948 ein Nummer-1-Hit wurde. Ein weiterer sehr beliebter Song war „If I Knew You Were Comin’ I’d’ve Baked a Cake“ („Wenn ich wüsste, dass du kommst, hätte ich einen Kuchen gebacken“). Weiteren Kollaborateure bei seinen Songs waren Al Hoffman, Bob Merrill und Abner Silver.
1975, kurz nach seinem 74. Geburtstag, zog sich Trace aus der aktiven Arbeit als Songwriter und Bandleader zurück und gründete zusammen mit einem anderen Ex-Bandleader eine Booking-Agentur in Scottsdale, Arizona.

## Tod
Er starb im Alter von 92 Jahren an einem Schlaganfall in Sun City West, Arizona.

## Bands
- 1944–1948: Al Trace and His Silly Symphonists
- 1948–1950: Al Trace And His New Orchestra
- 1949: Al Trace & His Flame Throwers
- 1953: Al Trace and His Orchestra